# Хилдсберг
Хилдсберг (англ. Healdsburg) — город, расположенный в округе Сонома, штат Калифорния. По переписи 2010 года численность населения города составляет 11 254 человека. Хилдсберг является коммерческим центром севера округа Сонома, а также одним из винодельческих регионов Северной Калифорнии.
В современном Хилдсберге имеются исторические памятники 19 века, что привлекает в город многочисленных туристов.

## История

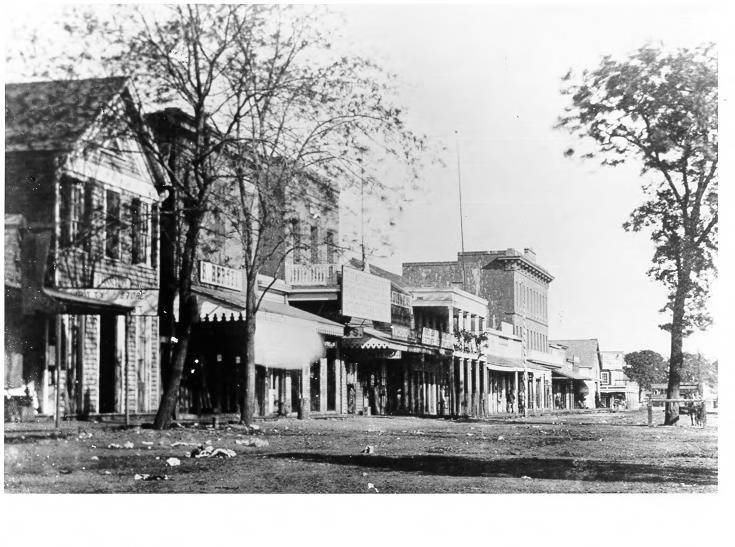
Хилдсберг в 1872 году

Первые поселения на месте современного Хилдсберга были построены индейским народом помо у реки Рашен-Ривер. 
Первые европейские поселения на этой местности появились в середине 19 века, когда в 1836 году было создано англо-американское поселение около реки Рашен-Ривер.
В 1857 году предприниматель Хармон Хилд приобрёл ранчо Сотоуэм, которое было переименовано в Хилдсберг. В 1867 году поселение получило статус города.

## Демография
По переписи 2010 года в городе насчитывается 11,254 человека и 4,794 домохозяйства. Плотность населения равна 973.5 человек на км². 

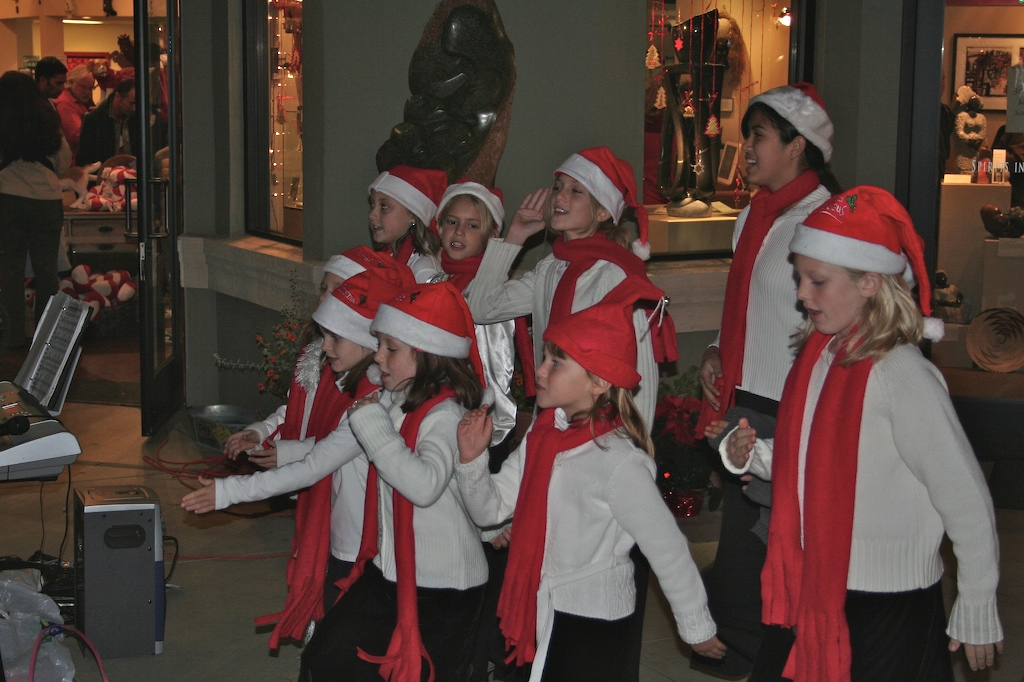
Детский хор в Рождество

Расовый состав: 74,1 % белые, 0,5 % чёрные, 1,8 % коренные американцы, 1,1 % азиаты, 19,0 % другие расы и 3,4 % две и более рас.
В городе существует 4,794 домохозяйства, в которых 30,5 % семей имеют детей в возрасте до 18 лет, имеется 48,9 % супружеских пар, 10,6 % женщин проживают без мужей, а 5,1 % не имеют семью. Средний размер семьи в Хилдсберге равен 3.2.
В городе проживает 22,6 % населения в возрасте до 18 лет, 8,2 % от 18 до 24 лет, 24,4 % от 25 до 44 лет, 29,8 % от 45 до 64 лет, и 15,0 % от 65 лет и старше. Средний возраст составляет 40.8 лет. На каждые 100 женщин приходится 96,5 мужчин, а на каждые 100 женщин в возрасте от 18 лет и старше приходится 93,0 мужчин.

## Известные уроженцы и жители
- Ральф Роуз — американский легкоатлет, трёхкратный чемпион и призёр летних Олимпийских игр.
- Джек Сонни — бывший гитарист британской рок-группы Dire Straits.